# Paolo Garzelli
Paolo Garzelli (Livorno, 9 agosto 1945) è un ex calciatore italiano, di ruolo centrocampista.

## Carriera
Mosse i primi passi della sua carriera al Livorno, dove al suo debutto in prima squadra, il 2 gennaio 1966, segnò due reti nella vittoria casalinga contro il Modena per 4-2, nella cui cronaca il Corriere dello Sport scrisse che "la sua prova deve essere considerata positiva sotto ogni profilo" e che "ha combattuto con tenacia, si è fatto largo tra le maglie della difesa".
Successivamente giocò 27 partite in Serie A con la maglia del Foggia, segnando 3 reti nel campionato 1970-1971.
Dopo il ritiro dal professionismo, continuò a giocare nella categoria over 60.